# Prawo formalne
Prawo formalne, prawo procesowe – zespół norm prawnych regulujących postępowanie przed organami wymiaru sprawiedliwości i administracji publicznej.
Prawo formalne urzeczywistnia normy prawa materialnego i pozwala na ich egzekwowanie. Dotyczy ono między innymi właściwości tych organów (rzeczowej, miejscowej, funkcjonalnej), wszczynania postępowania, pism procesowych, wniosków stron, dowodów, środków odwoławczych oraz innych instytucji procesowych.

## Polskie prawo
W prawie polskim tradycyjnie wyróżnia się:
- prawo administracyjne formalne (postępowanie administracyjne i postępowanie administracyjnosądowe)
- prawo cywilne procesowe (postępowanie cywilne)
- prawo karne procesowe (postępowanie karne).